# 19 Fortuna
 19 Fortuna (latinsko Fortūna) je izredno velik asteroid tipa G, ki se nahaja v glavnem asteroidnem pasu. 

## Odkritje
Asteroid je odkril John Russell Hind (1823 – 1895) 22. avgusta 1852. Ime je dobil po Fortuni, boginji sreče iz rimske mitologije.

## Lastnosti
Asteroid Fortuna je eden izmed največjih asteroidov v asteroidnem pasu. Njegov premer je 225 km.Sestavljen je podobno kot Cerera. Ima temno površino, ki vsebuje enostavne organske snovi (tudi tolin). Na površini kaže tudi sledi vesoljske erozije. Njegov albedo je 0,037. Za pot okrog Sonca potrebuje 3,81 let. Njegova tirnica je nagnjena proti ekliptiki za 1,573°. Okrog svoje osi se zavrti v 7,445 urah.

## Naravni sateliti
V letu 1993 so s pomočjo Vesoljskega teleskopa Hubble opazovali asteroid Fortuna. Oblika asteroida je bila skoraj krogla. Iskali so tudi naravne satelite (lune). Našli niso nobenega. 

## Okultacije
Doslej so opazovali večje število okultacij z zvezdami.